# 2012년 KBO 리그 2차 드래프트
2012년 한국프로야구 2차 드래프트는 2011년 11월 22일, 서울 서초구 양재동 서울교육문화센터에서 열린 한국 프로 야구 사상 최초의 2차 지명 회의다. 메이저 리그에서 시행되는 '룰5 드래프트'를 근본으로 삼아 만들어졌고, 앞으로 격년제로 시행될 예정이다. 9개 구단 관계자들이 모여 비공개로 회의가 진행되었으며, 신인 선수를 놓고 하는 회의가 아닌 기존 선수들을 대상으로 하는 회의다. 즉, A팀에 소속된 B선수를 C팀에서 데려갈 수 있는 방식으로 회의가 진행되었다. 유망주들의 이적으로 화제가 되기도 했다. NC 다이노스의 창단으로 인하여 채택된 새로운 선수 수급 방안이다.

## 지명방식
NC 다이노스를 제외한 기존 구단들은 외국인 선수와 군 보류 선수, 그리고 FA를 선언한 선수를 제외한 40명의 보호 선수를 2차 드래프트 시행 10일 전까지 확정해 KBO에 통보해야 한다. 명단은 시행 당일에 공개되며 선수에 대한 양도금은 1라운드 선수가 3억, 2라운드 2억, 3라운드부터는 1억원으로 정해졌다. 단, 1라운드에서 지명하지 않으면 다음 라운드에서 지명을 할 수 없게 되어 2차 드래프트에서 선수 지명을 하지 못 하게 되며, 넥센 히어로즈가 이 해 2차 드래프트에서 1순위 지명을 하지 않아 이후 라운드에서 지명할 수 없었다. 그리고 입단을 거절한 선수는 2시즌 간 출전할 수 없도록 자격 정지 처분을 받는다.(단, 군에 입대한 선수는 가능하다.)
- 지명 순서: NC → 넥센 → 한화 → LG → 두산 → KIA → 롯데 → SK → 삼성
- NC 다이노스 특별 규정

한국프로야구 9번째 구단이자 신생 구단인 NC 다이노스의 경우 5명의 선수를 추가로 특별지명을 할 수 있다.

### 드래프트 결과
| 라운드 | NC                    | 넥센      | 한화                  | LG                    | 두산                  | KIA                   | 롯데                | SK                    | 삼성               |
| ------ | --------------------- | --------- | --------------------- | --------------------- | --------------------- | --------------------- | ------------------- | --------------------- | ------------------ |
| 1      | 조평호 (넥센, 외야수) | 지명 포기 | 최승환 (두산, 포수)   | 김일경 (넥센, 내야수) | 오장훈 (롯데, 내야수) | 이두환 (두산, 내야수) | 김성배 (두산, 투수) | 유재웅 (두산, 외야수) | 신용운 (KIA, 투수) |
| 2      | 이재학 (두산, 투수)   | 지명 포기 | 임익준 (삼성, 내야수) | 윤정우 (KIA, 외야수)  | 김강 (한화, 내야수)   | 이경록 (삼성, 외야수) | 박동욱 (LG, 투수)   | 오수호 (롯데, 투수)   | 박정태 (KIA, 투수) |
| 3      | 오정복 (삼성, 외야수) | 지명 포기 | 이학준 (LG, 내야수)   | 최동수 (SK, 내야수)   | 오성민 (SK, 투수)     | 백세웅 (롯데, 내야수) | 지명 포기           | 김도현 (넥센, 외야수) | 우병걸 (KIA, 투수) |

NC 다이노스는 다른 팀들의 지명이 끝난 2차 드래프트 3라운드 후 4명의 선수를 특별 추가 지명하였다.
| 라운드 | 전 소속팀     | 성명      | 포지션    |
| ------ | ------------- | --------- | --------- |
| 4      | KIA 타이거즈  | 정성철    | 투수      |
| 5      | 삼성 라이온즈 | 윤영삼    | 투수      |
| 6      | 넥센 히어로즈 | 허준      | 포수      |
| 7      | 삼성 라이온즈 | 문현정    | 투수      |
| 8      | 지명 포기     | 지명 포기 | 지명 포기 |

- 넥센 히어로즈는 1라운드부터 지명을 하지 않으면서 2차 드래프트에서 모든 지명권을 행사하지 못 하게 되었다.
- 3라운드 지명 종료 후 NC 다이노스가 특별 지명권 5장을 행사한다. 단, 실제로는 4장을 행사하였다.

## 참조
1. ↑  지명 후 상무에 입대하였다.
2. ↑  지명 후 박건우로 개명했다.
3. ↑  지명 후 현역 입대하였다.
4. ↑  지명 후 박근홍으로 개명했다.
5. ↑  지명 후 경찰청에 입대하였다.